# Cuello
Pour les articles homonymes, voir Cuello (homonymie).
Cuello est un site archéologique maya de l'Époque préclassique situé dans le district d'Orange Walk au Belize, sur une crête entre le Rio Hondo et la New River. Son importance découle à la fois de son ancienneté et de la minutie des fouilles menées par Norman Hammond dans les années 1970 à 1980, qui en font un des sites mayas les mieux documentés pour le Préclassique ancien.

## Le site
Le site occupe une superficie de 1,4 km2. Il a été cartographié en 1980 et compte environ deux cents plates-formes et structures. Il comporte un petit centre cérémoniel composé de deux places, possédant chacune une pyramide d'environ 9 m de haut.
Son occupation comporte une longue séquence divisée en plusieurs phases : la phase Swasey (1200 à 900 av. J.-C.), la phase Bladen (900- 650 av. J.-C.), la phase Lopez-Mamom (650-400 av. J.C.), la phase Cocos (400 av. J.-C. - 250 ap. J.-C.). L'occupation du site se poursuit au Classique et au Postclassique. Au début de la Période classique, sa population s'élevait à quelque 3 000 habitants.
Les fouilles ont principalement porté sur la plate-forme 34, d'une hauteur de 4 m, située au sud du centre cérémoniel. Les fouilles ont révélé des habitations de forme circulaire ou absidiale en matériaux périssables, dont les plus anciennes remontent à 1200 av. J.-C. À la phase Bladen, les sépultures d'enfants, dont la richesse est considérée comme un bon indicateur de différenciation sociale au sein d'une communauté, ont livré des objets en jade importés. Au cours de cette période, la taille des maisons au sol stuqué, groupées autour d'une cour, augmente.
Vers 400 av. J.-C., la cour fit l'objet d'une destruction rituelle : les structures existantes furent brûlées, puis la cour fut comblée avec des gravats, de façon à élever une plate-forme d'un demi-hectare. Au centre de cette masse de gravats les archéologues découvrirent une inhumation de masse comprenant 32 individus de sexe masculin: autour d'un motif central central formé des corps de deux individus sur lesquels on avait disposé des ballots contenant les restes mutilés de neuf autres hommes, gisaient encore 21 squelettes. Pour les archéologues, il s'agit d'un sacrifice humain à grande échelle, dont les victimes étaient peut-être extérieures à Cuello. Parmi les objets accompagnant les corps figuraient six tubes en os sculpté sur lesquels figurait un motif de natte tissée («pop» en maya), qui constitue le symbole par excellence du pouvoir chez les Mayas de l'Époque classique ainsi que dans d'autres cultures mésoaméricaines.
Le revêtement du sol de la plate-forme fut refait à plusieurs reprises au cours des siècles qui suivirent. Vers 100 ap. J.-C. l'érection d'une stèle est contemporaine d'une nouvelle inhumation de masse comprenant douze individus de sexe masculin. À la même époque, on construisit la Structure 351, qui constitue la première version à degrés de la pyramide connue sous le nom de Structure 35.